# Mezinárodní letiště Hazrata Šáhdžalála
Mezinárodní letiště Hazrata Šáhdžalála (IATA: DAC, ICAO: VGHS) je letiště, které se nachází 20 km severně od Dháky, hlavního města Bangladéše. Otevřeno bylo v roce 1981 a na počest bývalého bangladéšského prezidenta Ziaura Rahmana dostalo jméno Zia s ICAO kódem VGZR. V roce 2010 bylo přejmenováno po Šáhdžalálovi, slavném súfskému světci. Letiště obsluhuje několik leteckých společností, mj. také Biman Bangladesh Airlines
Letiště dali vystavět Britové během II. světové války hlavně pro kontrolování japonských agresí v Barmě. Později bylo používáno letectvem Spojených států, které zde mělo umístěné několik bombardérů B-24. Po válce bylo letiště rekonstruováno a přestavěno k veřejným účelům.
Letiště se rozkládá na ploše 802 ha a přepravuje do Bangladéše přes 52 % cizích i domácích cestujících. Druhé největší letiště v zemi je chittagonské mezinárodní.
Moderní vybavení letiště zahrnuje řídící věž, mezinárodní i domácí terminál, VIP salonky, malou obchodní zónu, hangáry a sklady, letištní hotýlek apod.
Jedna z nejvážnějších nehod se na letišti stala 4. srpna 1984, kdy Fokker F-27 společnosti Biman havaroval v bažinách nedaleko letiště. Všech 45 cestujících a čtyřčlenná posádka zahynuli.